# Фейт Ліч
Фейт Ліч (англ. Faith Leech, 31 березня 1941 — 14 вересня 2013) — австралійська плавчиня.
Виграла золоту медаль в естафеті 4×100 метрів вільним стилем і бронзу на дистанції 100 метрів вільним стилем на літніх Олімпійських іграх 1956 року в Мельбурні.